# Альгологія (журнал)
«Альгологія» (англ. «Algologia», рос. «Альгология») — міжнародний науково-технічний журнал з альгології.
Виходить 4 рази на рік (1 раз на три місяці) українською і англійською мовами, і в минулому російською. Засновником журналу є Інститут ботаніки імені М. Г. Холодного НАН України.